# Frédéric-Guillaume Ier (roi en Prusse)
Ne doit pas être confondu avec Frédéric-Guillaume Ier de Brandebourg.
 (novembre 2013).
Si vous disposez d'ouvrages ou d'articles de référence ou si vous connaissez des sites web de qualité traitant du thème abordé ici, merci de compléter l'article en donnant les références utiles à sa vérifiabilité et en les liant à la section « Notes et références ».
Frédéric-Guillaume Ier de Prusse (en allemand : Friedrich Wilhelm I), de la maison de Hohenzollern, surnommé der Soldatenkönig (littéralement « le Roi-soldat », de façon usuelle en français « le Roi-sergent »), né le 14 août 1688 à Berlin et mort le 31 mai 1740 à Potsdam, est roi de Prusse avec, dans le Saint-Empire, le titre officiel de König in Preussen (« roi en Prusse ») du 25 février 1713 à sa mort.
Réputé pour son avarice, son mépris des choses de l'esprit, sa brutalité et sa volonté de tout diriger dans le moindre détail, il confirme néanmoins l'influence grandissante de la Prusse au sein des puissances européennes et accroît l'importance de l'armée au sein de la société prussienne. Voltaire écrit au sujet de sa politique : « Il faut avouer que la Turquie est une république en comparaison du despotisme exercé par Frédéric-Guillaume. » Protestant pieux, ayant le sens du devoir, il est un mari fidèle mais jaloux.

## Biographie

### Caractère

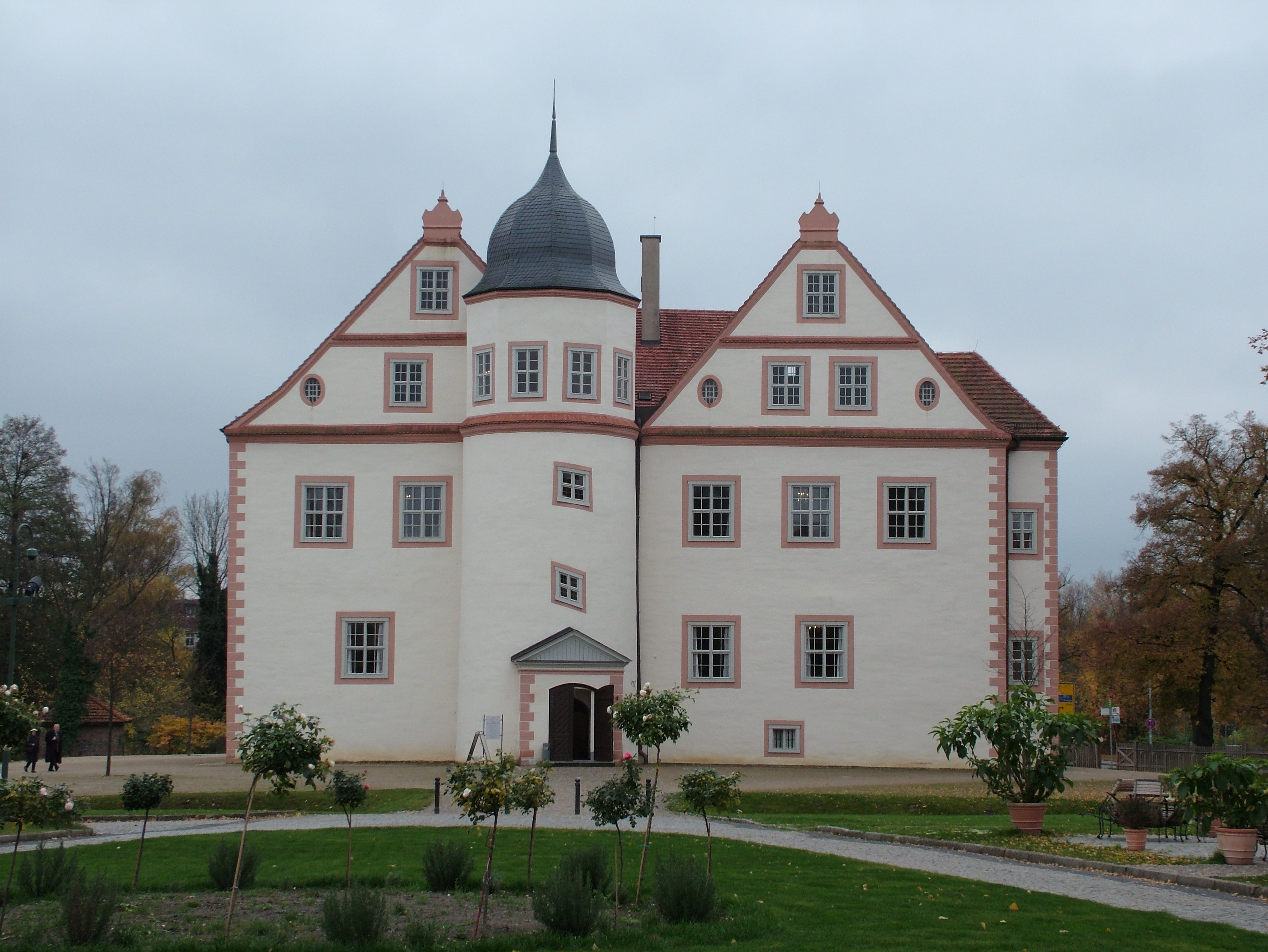
Le château de Wusterhausen.

Fils de Frédéric Ier de Prusse et de Sophie-Charlotte de Hanovre, Frédéric-Guillaume est né à Berlin le 14 août 1688. C'est son père qui avait obtenu le titre héréditaire de roi en Prusse pour les margraves de Brandebourg en 1701 ; le prince héritier avait alors 13 ans.
Il manifeste très tôt son caractère violent et despotique, n'hésitant pas à distribuer coups de pied et coups de bâton en ne tenant compte ni de l'âge ni du rang. Ses enfants sont les premières victimes de ces crises de fureur. Il est grossier malgré l'influence de sa mère, la « reine philosophe » qui meurt en 1705. Cousine germaine et filleule de la duchesse d'Orléans, belle-sœur du roi Louis XIV de France et fameuse épistolière dont le frère devint roi de Grande-Bretagne et d'Irlande en 1714, la reine Sophie-Charlotte, correspondante de Leibnitz, faisait l'admiration de l'Europe. Malgré cette parenté prestigieuse avec la France et les usages répandus dans les cours européennes, le prince héritier refuse d'apprendre le français et parle mal l'allemand. Il méprise les écrivains qu'il surnomme les « pisseurs d'encre ». Néanmoins il possède une mémoire prodigieuse. Les inspections et les revues militaires sont sa passion, ainsi que la chasse et les réunions de fumeurs de pipes. Son train de vie est modeste. Il mange beaucoup, mais simplement, buvant du vin du Rhin ou de la bière (il pèse 125 kilos pour 1,75 mètre à la fin de sa vie). Il prend l'habitude de porter en permanence l'uniforme, réduisant ainsi ses dépenses vestimentaires. Abandonnant son château, il vit dans deux résidences campagnardes très simplement meublées, l'une au château de Wusterhausen et l'autre à Potsdam qui devient sa vraie capitale. Sa vie de roi et sa vie privée sont parfaitement réglées.
Son fils, le futur Frédéric II, fait les frais de son tempérament violent et autoritaire, ainsi que de son mépris pour l'art et les lettres. Il lui interdit l'apprentissage du latin, traite avec mépris son intérêt pour la poésie, la littérature et la musique, le frappe et l'humilie en public. À 18 ans, Frédéric tente de s'enfuir en Angleterre où règne son oncle maternel, le roi Georges Ier. Le plan échoue et son père le fait arrêter pour trahison. Emprisonné à la forteresse de Custrin, il est forcé d'assister à l'exécution de son ami et complice, Hans Hermann von Katte.

### Réorganisation de l'État

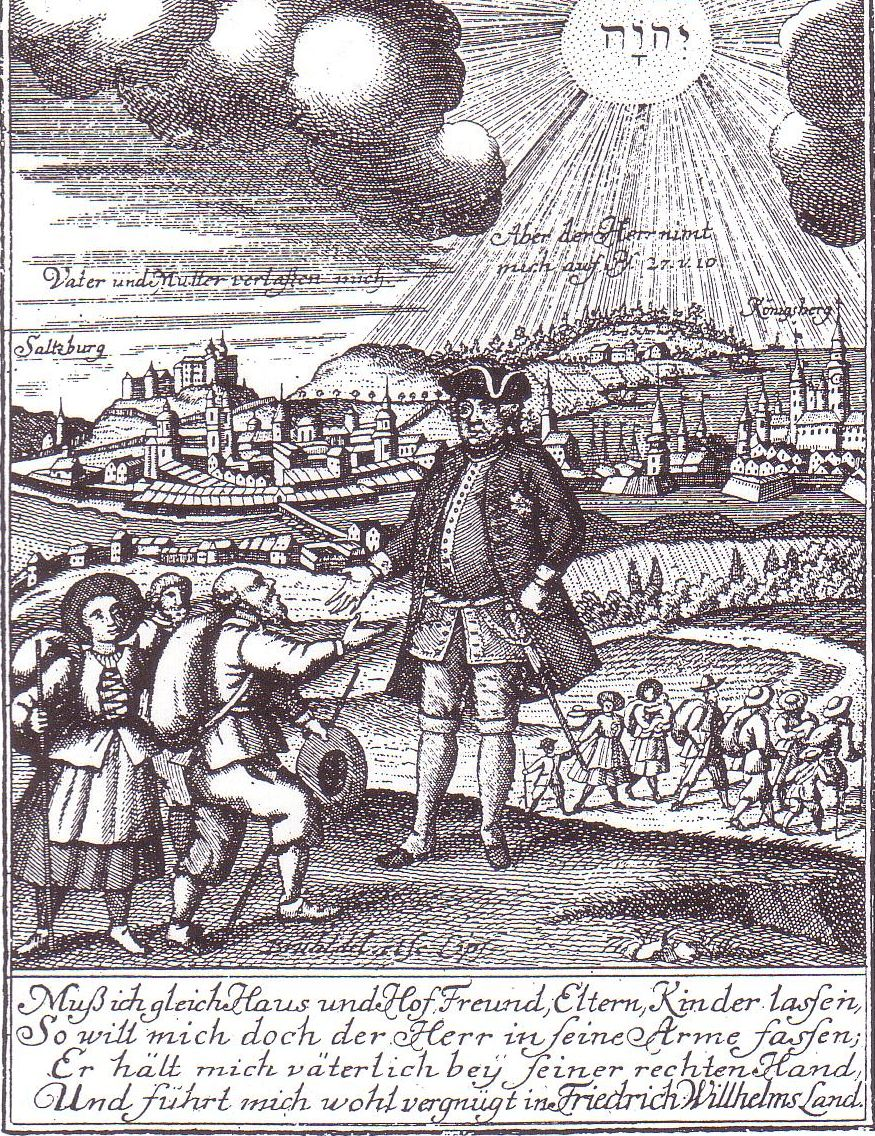
Frédéric-Guillaume accueillant les exilés de Salzbourg, gravure anonyme, XVIIIe siècle.

Devenu roi à l'âge de 25 ans, Frédéric-Guillaume s'attache à redresser les finances de l'État, s'opposant à toute dépense superflue et imposant à lui-même et à sa cour une rigueur budgétaire qu'il jugeait nécessaire. Ainsi renvoie-t-il sans ménagement sa belle-mère, la reine Sophie-Louise de Mecklembourg-Schwerin, dans son pays d'origine. Il fait passer le nombre des charges de la cour de 142 à 47 et diminue de moitié les restantes. Il licencie les artistes de la Cour et les dépenses baissent de 80 % en une année. Il fait vendre tous les objets de luxe et les carrosses de son père, ainsi que les vins fins. Sur le plan économique, il adopte une politique mercantiliste, et créée en 1727 les premières chaires d'enseignement de Polizeiwissenschaft (« science de la police »), relatives à l'administration de l'État au sens large (et non à la simple prévention et répression des crimes et délits).
En 1731-1732, l'expulsion des protestants de Salzbourg, chassés par leur prince-archevêque, lui donne l'occasion d'accueillir 17 000 réfugiés qui viennent repeupler la Prusse-Orientale.

### Militarisation de l'État

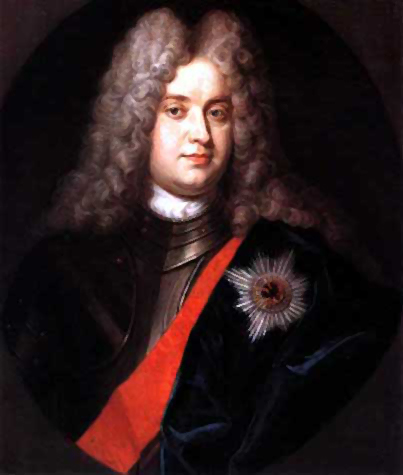
Frédéric-Guillaume Ier, au début de son règne.

Il possède une expérience militaire non négligeable, ayant suivi son père pendant de nombreuses années. Pendant la guerre de succession d'Espagne, la Prusse est l'alliée de l'Autriche. Le prince héritier, âgé de 20 ans, combat aux Pays-Bas sous les ordres du prince Eugène et participe directement à la bataille de Malplaquet en 1709.
Il renforce considérablement l'armée prussienne, qui passe de 40 000 à 83 000 hommes à la fin de son règne, et en lui donnant une place prépondérante dans la société, modelant ainsi une Prusse militariste dont la réputation de discipline, d'organisation et de rigueur persiste aujourd'hui mais nuit aussi à sa réputation.
Chérissant son armée par-dessus tout, il recrute dans toute l'Europe des hommes de grande taille pour les incorporer dans sa garde personnelle, les fameux « Lange Kerle » (les « grands gaillards »).
Ayant fait de l'armée prussienne une des plus puissantes d'Europe, il ne la fait pourtant combattre qu'une seule fois, lors de la grande guerre du Nord. Son intérêt pour la chose militaire lui vaut ainsi le surnom de « Roi-Sergent » (der Soldatenkönig en allemand, littéralement « le Roi des Soldats », souvent traduit en français par « le Roi-Soldat ») donné par George II de Grande-Bretagne, son cousin et beau-frère.

### Politique extérieure

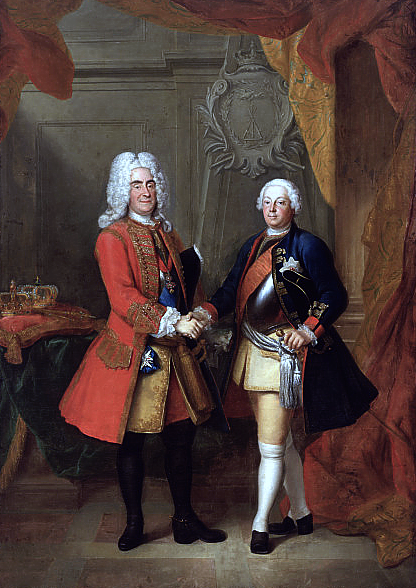
Frédéric-Guillaume et Auguste II.

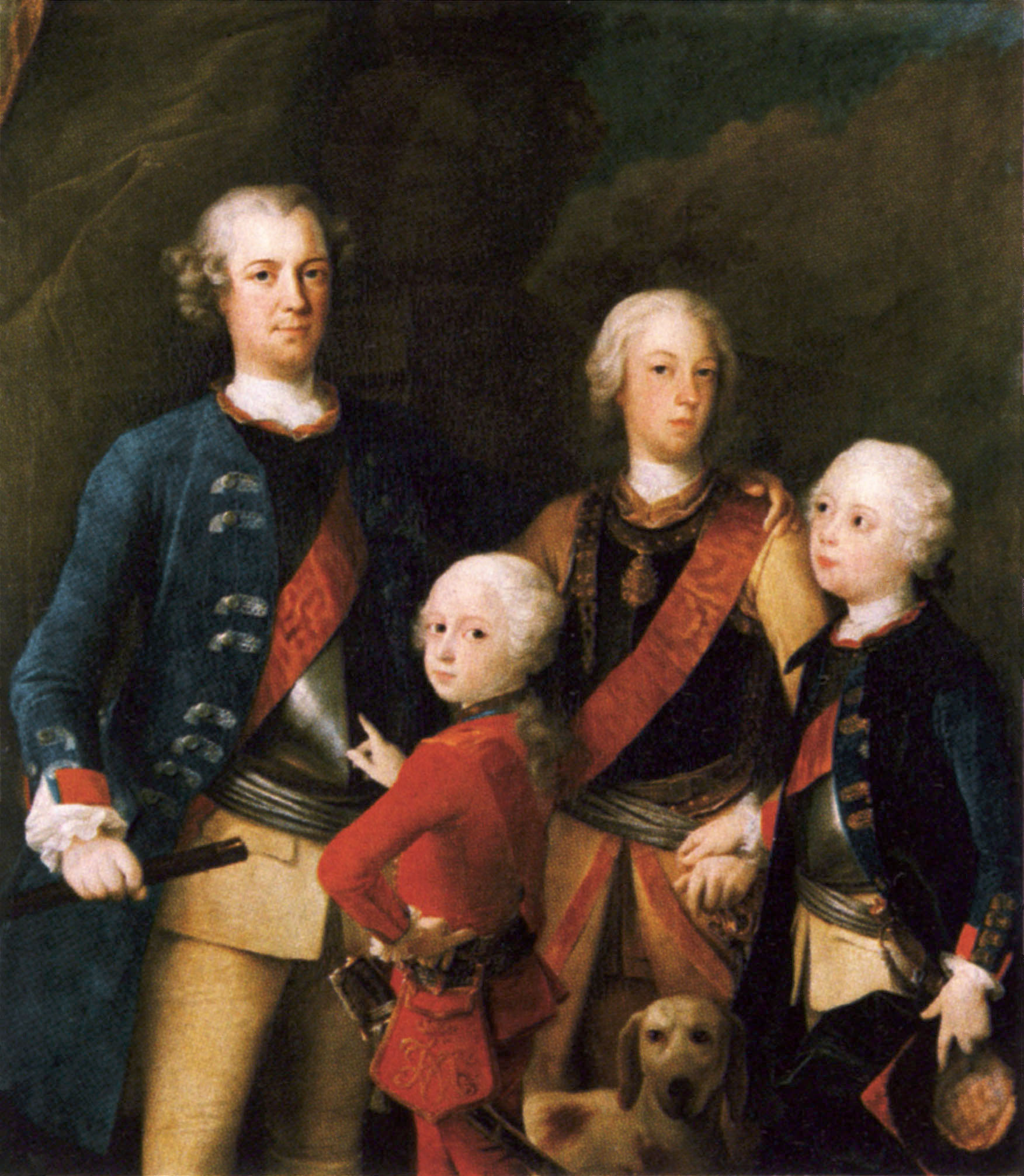
Frédéric-Guillaume Ier et trois de ses fils.

Qualifié de plus grand roi intérieur de la Prusse, le bilan de sa politique extérieure n'est pourtant pas négligeable, surtout en termes de gains territoriaux qui se font dès le début de son règne. Ensuite, il est très prudent, refusant de servir d'allié de circonstance aux quadrilleurs (les quatre grandes puissances européennes). Il reste un bon sujet de l'empereur Charles VI, mais est mal récompensé de sa fidélité. Il refuse d'engager sa belle armée. « Le roi de Prusse n'est un loup que dans sa bergerie » disait-on.
Dès le début de son règne, il rompt l'alliance avec l'Autriche et signe un traité à Utrecht lui permettant d'être tranquille à l'ouest et de se consacrer à la Baltique. La Suède est dans un moment critique de son histoire : après la défaite de Poltava, le roi Charles XII s'est réfugié en Turquie, laissant la défense du royaume à ses généraux. Plusieurs places tombent. Le retour du roi Charles ravive la coalition contre la Suède et aboutit à la défaite de celle-ci. La paix russo-suédoise de Nystad confirme les pertes suédoises : par le traité de Stockholm de février 1720, la Suède abandonne effectivement à la Prusse une partie de la Poméranie suédoise avec le port maritime de Stettin. La libre navigation sur l’Oder est enfin promulguée ; la Prusse verse néanmoins deux millions de thalers à la Suède (voir guerre du Nord).
Ayant étendu ses possessions au nord, Frédéric-Guillaume veut acquérir les duchés de Berg et Juliers. Il s'allie en 1725 avec la France et l'Angleterre par le traité de Herrenhausen (de), mais se retourne aussitôt vers l'Autriche qui lui promet les duchés, en échange du soutien de la Prusse à la Pragmatique Sanction. Il reste le féal de l'empereur Charles VI et malgré une aide militaire de la Prusse à celui-ci, les duchés de Berg et Juliers ne lui appartiennent toujours pas. Humilié, Frédéric-Guillaume en veut surtout à l'Autriche et refuse d'aider celle-ci dans sa guerre contre les Turcs. Il se rapproche finalement de la France par le traité de la Haye (1739) : « Voici celui qui me vengera » aurait-il dit en désignant son fils quelques mois avant sa mort.

## Famille

### Généalogie
Frédéric-Guillaume Ier de Prusse appartient à la première branche de la maison de Hohenzollern. Cette lignée donna des électeurs au Brandebourg, des rois à la Prusse, des empereurs à l'Allemagne. Frédéric-Guillaume Ier de Prusse est l'ascendant de l'actuel chef de la maison impériale d'Allemagne, le prince Georges-Frédéric de Prusse.

### Mariage et descendance

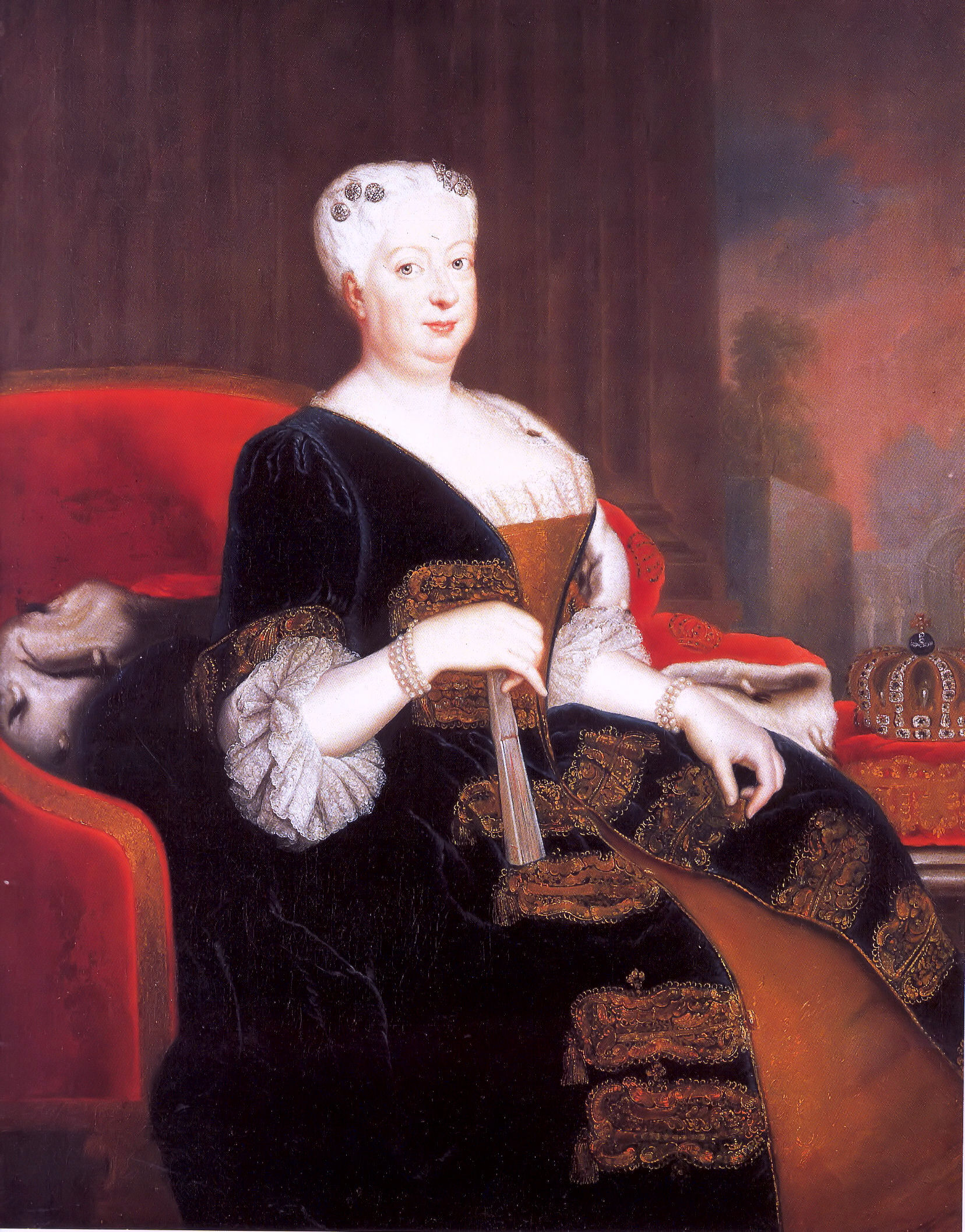
La reine Sophie-Dorothée de Brunswick-Lunebourg par Knobelsdorff.

Frédéric-Guillaume et sa femme Sophie-Dorothée de Hanovre (1687 – 1757), fille de George Ier de Grande-Bretagne et de Sophie-Dorothée de Brunswick-Lunebourg, ont quatorze enfants, dont dix survivent :
- Frédéric (1707 – 1708) ;

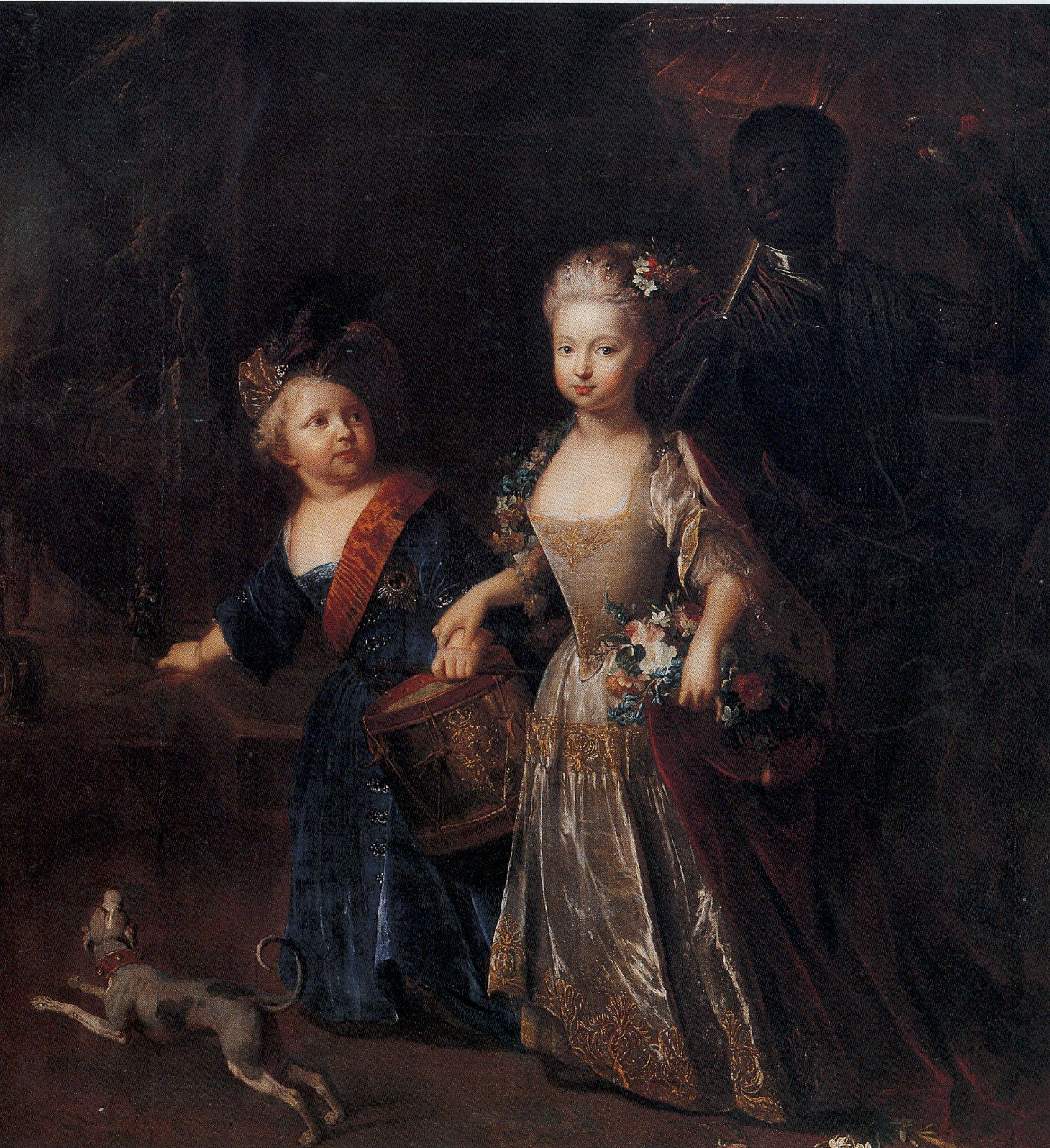
Wilhelmine et Frédéric, enfants.

- Wilhelmine (1709 – 1758), en 1731, elle épousa le margrave Frédéric III de Brandebourg-Bayreuth (1711 – 1765) ;
- Frédéric-Guillaume (1710 – 1711) ;
- Frédéric (1712 – 1786), roi de Prusse (Frédéric le Grand) épouse en 1733 Élisabeth-Christine de Brunswick-Wolfenbüttel-Bevern (1715 – 1797), fille de Ferdinand-Albert II de Brunswick-Wolfenbüttel ;
- Charlotte-Albertine (1713 – 1714) ;
- Frédérique-Louise de Prusse (1714 – 1784), en 1729, elle épouse Charles-Guillaume-Frédéric de Brandebourg-Ansbach (1712 – 1757) ;
- Philippine-Charlotte de Prusse (1716 – 1801), en 1733, elle épouse le duc Charles Ier de Brunswick-Lunebourg (1713 – 1780) ;
- Louis-Charles-Guillaume (1717 – 1719) ;
- Sophie-Dorothée (1719 – 1765), en 1734, elle épouse le margrave Frédéric-Guillaume de Brandebourg-Schwedt (1700 – 1771) ;
- Louise-Ulrique (1720 – 1782), en 1744, elle épouse Adolphe-Frédéric de Suède (1710 – 1771) ;
- Auguste-Guillaume de Prusse (1722 – 1758), qui en 1742 épouse Louise-Amélie de Brunswick-Wolfenbüttel (1722 – 1780), fille de Ferdinand-Albert II de Brunswick-Wolfenbüttel. Successeur désigné de Frédéric II, il est (en tant que père de Frédéric-Guillaume II de Prusse) à l'origine des monarques prussiens d'après 1786 ;
- Anne-Amélie (1723 – 1787), en 1743, elle épouse secrètement le baron Frédéric de Trenck (1726 – guillotiné le 8 thermidor an II (26 juillet 1794) ;
- Frédéric-Henri-Louis (1726 – 1802), en 1752, il épouse Wilhelmine de Hesse-Cassel ;
- Auguste-Ferdinand (1730 – 1813), en 1755, il épouse sa nièce Anne-Élisabeth-Louise de Brandebourg-Schwedt (1738 – 1820).